# Dausa (distrikt)
Dausa (hindi: दौसा) er et distrikt i den indiske delstat Rajasthan. Distriktets hovedstad er Dausa. 

## Demografi
Ved folketællingen i 2011 var der 1,637,226 indbyggere i distriktet, mod 1,317,063 i 2001. Den urbane befolkningen udgør 12,38 % af befolkningen.
Børn i alderen 0 til 6 år udgjorde 15,69 % i 2011 mod 20,12 % i 2001. Antallet af piger i den alder per tusinde drenge er 859 i 2011 mod 906 i 2001.